# 乔新
乔新（1927年4月—），原名乔无期，男，北京人，中国航空机械学家，曾任南京航空学院教授、博士生导师。